# Nová Pec
Nová Pec (Duits: Neuofen) is een Tsjechische gemeente in de regio Zuid-Bohemen, en maakt deel uit van het district Prachatice. Het dorp ligt aan het Lipnomeer. Nová Pec bestaat uit de delen: Nové Chalupy, Dlouhý Bor, Láz en Nová Pec.
Nová Pec telt 582 inwoners. 
Op ongeveer een kilometer van Nová Pec mondt de Moldau uit in het Lipnomeer. In Nová Pec beginnen verschillende wandel- en fietswegen.
Tot 1945 had Nová Pec een Duitstalige bevolking. Zij werden na de Tweede Wereldoorlog verdreven op basis van de Beneš-decreten.
Babice ·
Bohumilice ·
Bohunice ·
Borová Lada ·
Bošice ·
Budkov ·
Buk ·
Bušanovice ·
Čkyně ·
Drslavice ·
Dub ·
Dvory ·
Horní Vltavice ·
Hracholusky ·
Husinec ·
Chlumany ·
Chroboly ·
Chvalovice ·
Kratušín ·
Křišťanov ·
Ktiš ·
Kubova Huť ·
Kvilda ·
Lažiště ·
Lčovice ·
Lenora ·
Lhenice ·
Lipovice ·
Lužice ·
Mahouš ·
Malovice ·
Mičovice ·
Nebahovy ·
Němčice ·
Netolice ·
Nicov ·
Nová Pec ·
Nové Hutě ·
Olšovice ·
Pěčnov ·
Prachatice ·
Radhostice ·
Stachy ·
Stožec ·
Strážný ·
Strunkovice nad Blanicí ·
Svatá Maří ·
Šumavské Hoštice ·
Těšovice ·
Tvrzice ·
Újezdec ·
Vacov ·
Vimperk ·
Vitějovice ·
Vlachovo Březí ·
Volary ·
Vrbice ·
Záblatí ·
Zábrdí ·
Zálezly ·
Zbytiny ·
Zdíkov ·
Žárovná ·
Želnava ·
Žernovice